# Ozero Mezjovo
Ozero Mezjovo (ryska: Озеро Межёво) är en sjö i Belarus.   Den ligger i voblasten Vitsebsks voblast, i den norra delen av landet, 240 km norr om huvudstaden Minsk. Ozero Mezjovo ligger 143 meter över havet. Arean är 1,9 kvadratkilometer. Den sträcker sig 1,7 kilometer i nord-sydlig riktning, och 2,3 kilometer i öst-västlig riktning.
I omgivningarna runt Ozero Mezjovo växer i huvudsak blandskog. Runt Ozero Mezjovo är det mycket glesbefolkat, med 7 invånare per kvadratkilometer.